# Rauma (Norvegia)
Rauma este o comună din provincia Møre og Romsdal, Norvegia.
Are o suprafață de 1.449,27 km². Populația este de 7.046 locuitori, determinată în 1 ianuarie 2023, prin Folkeregisteret[*].